# マイク・スミス (イギリスのサクソフォーン奏者)
マイク・スミス（Mike Smith）は、イギリスのミュージシャン。彼は、編曲家、作曲家、指揮者、スタジオ・ミュージシャン、キーボーディストでもあるが、サクソフォーンを専門としている。
スミスはリーズ音楽大学でジャズと現代音楽を学び、1988年に卒業した。彼はジャズとロックの分野で大学院レベルの資格を得るためにギルドホール音楽演劇学校に進学した。
彼はスタジオ・ミュージシャンとしての経験を積み、ブラン・ニュー・ヘヴィーズやジャミロクワイと一緒に演奏し、ツアーを回った。
編曲家または指揮者としては、マーク・アーモンド、デヴィッド・キャシディ、ローラ・ミッシェル・ケリー (Laura Michelle Kelly) と仕事をした。
近年では、デーモン・アルバーンと仕事をすることが多く、ゴリラズやブラーのアルバム『シンク・タンク』、アルバーンのアルバム『マリ・ミュージック (Mali Music)』のためのプロジェクトに参加した。1999年頃には、ブラーのライブにも参加していた。
現在、スミスは、ブラーのドラマーであるデイヴ・ロウントゥリーとザ・エルロンス (The Ailerons) というバンドを組んでいる。